# Kazimierz Nowacki (oficer)
Kazimierz Nowacki ps. Witold, Szkodnik, Żyrafa (ur. 5 grudnia 1907 w Filadelfii, zm. 19 września 1974 w Ostrowi Mazowieckiej) – oficer artylerii, żołnierz Armii Krajowej, w powstaniu warszawskim dowódca Zgrupowania „Żyrafa”.

## Życiorys
Syn Leona i Pauliny. Od 1908 zamieszkał z rodziną w Ostrowi Mazowieckiej. W czerwcu 1928 ukończył szkołę średnią, zaś od sierpnia 1928 przebywał na kursie unitarnym w Szkole Podchorążych Piechoty w Ostrowi Mazowieckiej. Jesienią 1928 po dwumiesięcznej praktyce w 5 pułku piechoty Legionów, w 1929 skończył kurs unitarny i jako kapral podchorąży został skierowany do Szkoły Podchorążych Artylerii w Toruniu, którą ukończył w 1931. Podporucznik artylerii ze starszeństwem z dniem 15 sierpnia 1931.
Następnie (ze względu na trudne warunki rodzinne - matka wdowa i sześcioro rodzeństwa), służył jako dowódca baterii remontów 18 pułku artylerii lekkiej w Ostrowi Mazowieckiej. W 1934 awansowany do stopnia porucznika.
W czasie wojny obronnej 1939 w stopniu kapitana, dowodził 7 baterią haubic 51 pułku artylerii lekkiej w Samodzielnej Grupie Operacyjnej „Narew”. 12 lub 14 września pod Stoczkiem Łukowskim został ranny, czego efektem było trwałe kalectwo (uszkodzenie nerwu strzałkowego). Został wzięty do niewoli sowieckiej, jednak matka wywiozła go ze szpitala w Krzemieńcu do Ostrowi a następnie do Warszawy, gdzie ukrywał się pod nazwiskiem „Kazimierz Łopian”.
Od 1940 w konspiracji w Organizacji Wojskowej „Wilki”, a następnie po scaleniu w ZWZ/AK. Od listopada 1941 był komendantem Rejonu Powązki, początkowo w ramach Obwodu Wola, zaś od 1942 w ramach Obwodu Żoliborz.
W trakcie powstania warszawskiego był dowódcą Zgrupowania „Żyrafa”. Ranny przy Zdobyczy Robotniczej. Mianowany majorem. Po 20 września został dowódcą 8 pułku artylerii lekkiej AK w ramach 8 Dywizji Piechoty AK im. Romualda Traugutta.
Po kapitulacji powstania w niewoli niemieckiej. Przebywał w obozach: Altengrabow Stalag XI A, Sandbostel Oflag X A. Znalazł się w grupie 29 oficerów (m.in. płk. Karola Ziemskiego „Wachnowskiego” i płk Mieczysława Niedzielskiego „Żywiciela”) oskarżonych o zamiar opanowania obozu. Przekazany Gestapo, został osadzony w obozie koncentracyjnym Neuengamme. 
W grudniu 1945 powrócił do kraju i zamieszkał początkowo we Wrocławiu, a następnie na stałe w Ostrowi Mazowieckiej.
Odznaczony Krzyżem Srebrnym Orderu Virtuti Militari (1939) oraz Krzyżem Walecznych (1944).